# ناحیه بانکها، میشیگان
ناحیهٔ بانک‌ها (به انگلیسی: Banks Township) یک منطقهٔ مسکونی در ایالات متحده آمریکا است که در شهرستان انتریم، میشیگان واقع شده‌ است.
 ناحیهٔ بانک‌ها ۱۳۲٫۷ کیلومتر مربع مساحت و ۱٬۶۰۹ نفر جمعیت دارد و ۲۲۴ متر بالاتر از سطح دریا واقع شده‌ است.